# 小媳婦回娘家
《小媳婦回娘家》，華語經典歌曲。孫儀作詞，湯尼作曲，原主唱者為鄧麗君，1982年由香港寶麗金唱片發行。〈小媳婦回娘家〉並不是鄧麗君最膾炙人口的歌曲，1984年經由朱明瑛在春晚節目中的演唱，才讓這首歌曲紅遍全中國，〈回娘家〉也成為朱明瑛的重要代表作之一。

## 歌曲簡介
〈小媳婦回娘家〉詞曲部分由孫儀和湯尼完成，湯尼是台灣著名作曲家翁清溪的筆名，孫儀和翁清溪共同創作過約200多首膾炙人口的歌曲，其中最廣為人知的當屬〈月亮代表我的心〉。〈小媳婦回娘家〉顧名思義歌詞就是描述小媳婦在回娘家的路途上發生的趣事，孫儀大師的詞向來淺顯易懂，令聽者產生故事情節般畫面，而且順口好記，搭配上輕快動人的旋律，相當符合喜氣洋洋的過年氣氛。

## 收錄專輯
〈小媳婦回娘家〉在1982年發行時，台灣地區尚無寶麗金唱片分公司，因此寶麗金唱片先後由合作廠商歌林唱片和金聲唱片在台灣代理發行。在台灣地區，〈小媳婦回娘家〉收錄於鄧麗君的《別把眉兒皺》專輯中，1982年由台灣歌林唱片發行。在香港地區，〈小媳婦回娘家〉則收錄於鄧麗君的《初次嚐到寂寞》專輯中，1982年由香港寶麗金唱片發行。
《初次嚐到寂寞》專輯於1982年在香港發行時，唱片公司為了拍攝〈小媳婦回娘家〉的音樂影片，特地邀請知名喜劇演員許冠英為鄧麗君跨刀演出，影片中許冠英特地以女裝反串飾演趕路回娘家的小媳婦，他詼諧逗趣的扮相與充滿喜感的演出，影片中他和鄧麗君兩人一搭一唱，將〈小媳婦回娘家〉歌曲要表達的意境發揮到淋漓盡致，令觀看者莫不發出會心一笑。〈小媳婦回娘家〉這首歌曲曲風輕快，旋律悅耳易令人朗朗上口，不過鄧麗君卻不常在演唱會上演唱，甚是可惜。

## 朱明瑛唱紅全中國
自1970年代末至1980年代初期，鄧麗君的歌曲早已透過各種管道進入大陸，並以野火燎原的方式迅速傳遍全中國。即使音樂歌曲被批判為靡靡之音，依舊擋不住全國人民對鄧麗君歌曲的喜愛，民間私底下也開始交流傳唱，鄧麗君本人雖然從未到過中國大陸，但她的歌曲早已在春晚節目上出現過。讓〈小媳婦回娘家〉紅遍整個中國大陸的最大功臣是朱明瑛，她將這首歌曲改編成〈回娘家〉並在1984年的第二屆春晚節目中演唱，但當時為了避免歌曲來源引發的爭議，朱明瑛將這首歌標註為“河北民歌”，也就是鄧麗君的籍貫地。透過朱明瑛的演出，數億中國同胞認識了這首歌曲，〈回娘家〉馬上在中國大陸傳遍各大街小巷，它也成了朱明瑛的代表作品之一，然而在許多年之後，大家才知道其實〈回娘家〉真正的原主唱者並非朱明瑛而是鄧麗君。